# 独石口厅
独石口厅，中国清朝时设置的厅。
雍正十二年（1734年）置，治所在今河北省赤城县北独石口镇。属直隶口北道。为口北三厅之一。主要管理口外官地及察哈尔东翼正蓝、镶白、正白、镶黄四旗及口内延庆州与赤城、龙门、怀来三县旗民事务。1913年省，改置独石县。